# Maximiliano I, Eleitor da Baviera
Maximiliano I (Munique, 17 de abril de 1573 – Ingolstadt, 27 de setembro de 1651), chamado de Maximiliano, o Grande, foi o Duque da Baviera de 1597 até receber a dignidade eleitoral do Sacro Império Romano-Germânico, reinando a partir de então como Eleitor da Baviera até sua morte.

## Casamentos e descendência
Em 6 de fevereiro de 1595 casou-se em Nancy com a sua prima, Isabel Renata (1574-1635), filha do duque Carlos III da Lorena e de Cláudia de Valois. Deste casamento não teve descendência.
Apenas uns meses após enviuvar, Maximiliano voltou a casar, em 15 de julho de 1635 em Viena, com a arquiduquesa Maria Ana de Áustria (1610-1665), na altura apenas com 25 anos, filha do imperador Fernando II de Habsburgo e de sua irmã Maria Ana da Baviera (1574-1616). A razão principal para este segundo casamento não foram tanto as razões políticas, mas a necessidade de gerar um herdeiro que assegurasse a continuidade da dinastia.
Ao contrário da primeira esposa, Maria Ana de Áustria participou ativamente nos assuntos políticos, e deste segundo casamento nasceram:
- Fernando Maria (Ferdinand Maria) (1636-1679), que sucedeu ao pai no trono da Baviera; e
- Maximiliano Filipe Jerónimo (Maximilian Philipp Hieronymus) (1638-1705), duque de Baviera-Leuchtenberg.